# You Gotta Move (video)
You Gotta Move uživo je DVD video od američke hard rock skupine Aerosmith koji izlazi u studenom 1994.
Materijal je snimljen na Aerosmithovom uživo koncertu u Orlandu, SAD, u sklopu njihove glazbene turneje pod imenom Honkin' on Bobo Tour. Na DVD-u se nalaze razgovori i intervjui članova sastava, događanja iza scene, galerija fotografija i bonus CD s na kojemu se nalaze pet skladbi izvedene na koncertu.
You Gotta Move ubrzo po objavljivanju postiže njihovu najbolju prodaju video materijala i jedan je od najviše prodanih videa u 2005. godini koji postiže nakladu 4x platinasti u Sjedinjenim Američkim Državama.

## Popis pjesama
1. "Toys in the Attic"
2. "Love in an Elevator"
3. "Road Runner"
4. "Baby, Please Don't Go"
5. "Cryin'"
6. "The Other Side"
7. "Back in the Saddle"
8. "Draw The Line"
9. "Dream On"
10. "Stop Messin' Around"
11. "Jaded"
12. "I Don't Want to Miss a Thing"
13. "Sweet Emotion"
14. "Never Loved a Girl"
15. "Walk This Way"
16. "Train Kept A-Rollin'"

### Bonus pjesme
1. "Fever"
2. "Rats in the Cellar"
3. "Livin' on the Edge"
4. "Last Child"
5. "Same Old Song and Dance"

### Bonus glazbeni CD
1. "Toys in the Attic"
2. "Love in an Elevator"
3. "Rats in the Cellar"
4. "Road Runner"
5. "The Other Side"
6. "You Gotta Move